# Хампшир (окръг, Западна Вирджиния)
Окръг Хампшир (на английски: Hampshire County) е окръг в щата Западна Вирджиния, Съединени американски щати. Площта му е 1671 km², а населението – 23 709 души (2012). Административен център е град Ромни.